# Championnat d'Italie de combiné nordique 2007
Le championnat d'Italie de combiné nordique 2007 s'est déroulé le 8 août 2007 à Predazzo, au Trampolino dal Ben (HS134). La compétition, dont l'épreuve de fond était un sprint de 3,6 km, a distingué Giuseppe Michielli.

## Résultats

### Seniors
| Rang | Athlète            |
| ---- | ------------------ |
| 1    | Giuseppe Michielli |
| 2    | Alessandro Pittin  |
| 3    | Daniele Munari     |
| 4    | Armin Bauer        |
| 5    | Davide Bresadola   |
| 6    | Felix Peselj       |
| 7    | Diego Dellasega    |